# Triazikon
A triazikon (INN: triaziquone) lila színű tűszerű kristály (op. 162,7 °C). Vízben kevéssé oldódik.
A kemoterápiában használt gyógyszer, elsősorban petefészekrák ellen.
Alkiláló szer: a DNS-hez kötődve a sejtek halálát okozza. Toxikus hatású a bőrre, az emésztőrendszerre, a csontvelőre és a vesére.

## Készítmények[3]
- Oncoredox
- Oncovedex
- Prenimon
- Trenimon
- Trenimone
- Treninon

Magyarországon nincs forgalomban triazikon-tartalmú készítmény.